# Radclyffe Hall
Radclyffe Hall, nata Marguerite Radclyffe Hall (Bournemouth, 12 agosto 1880 – Londra, 7 ottobre 1943), è stata una scrittrice britannica.

## Biografia

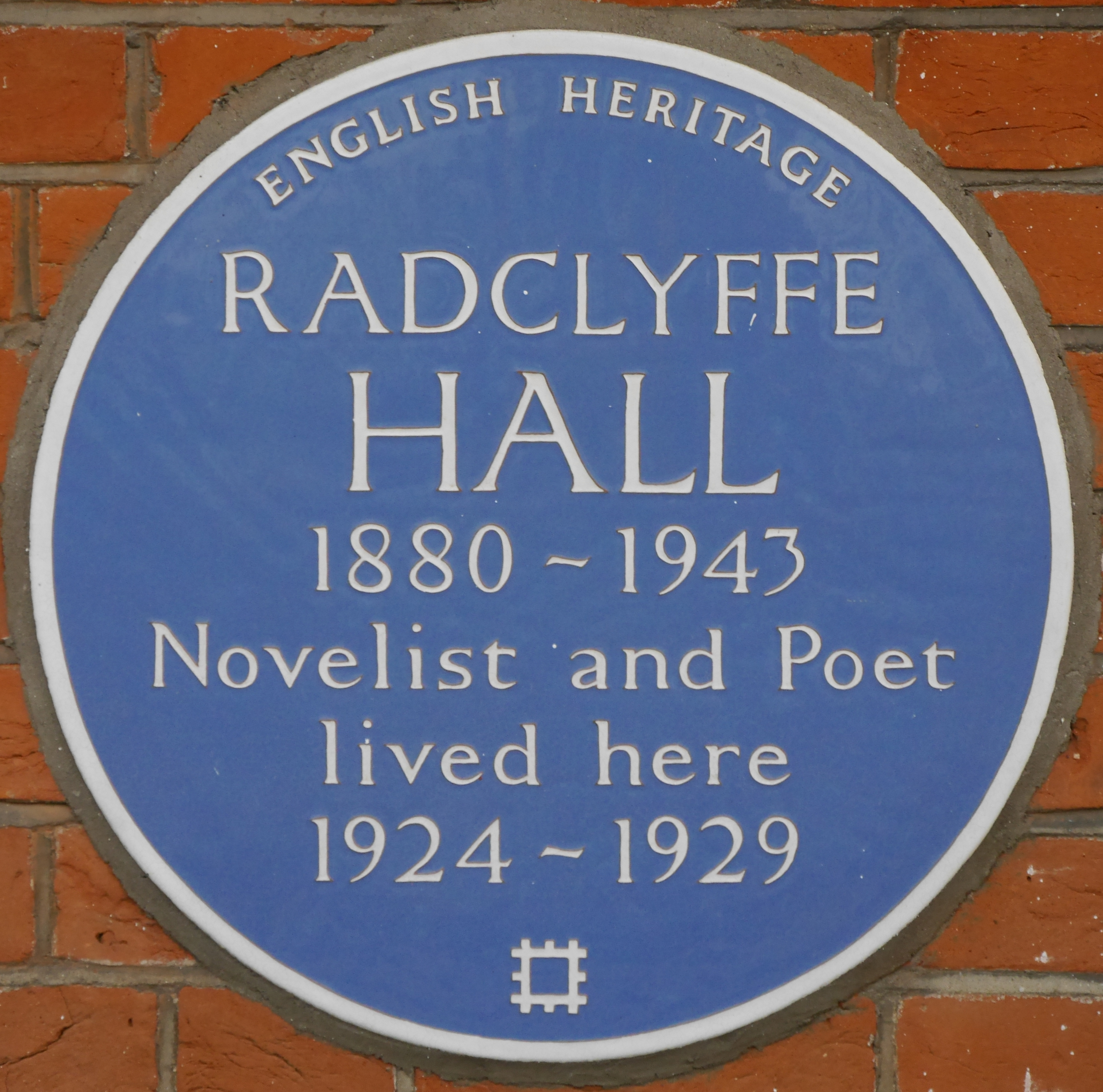
Targa commemorativa posta sulla casa di Holland Street a Londra dove Radclyffe Hall abitò dal 1924 al 1929

Nata in una famiglia benestante, all'età di 21 anni ereditò la fortuna paterna e poté iniziare a viaggiare e pubblicare a sue spese il suo primo volume di poesie Twixst Earth and Stars (1906).
Nel 1908 iniziò a convivere con Mabel Veronica Label ("Ladye"), che incoraggiò la vena artistica della Radclyffe Hall e pubblicò il suo secondo volume, A sheaf of verses, in cui inaugura la tematica lesbica.
Nel 1915, alla morte della Label, iniziò una relazione con la scultrice Una "Vincenzo" Troubridge (1887-1963), cugina di "Ladye", che sarà la sua compagna per 28 anni, fino alla morte della Radclyffe Hall.
Vinse il James Tait Black Memorial Prize con La stirpe di Adamo (1926).
Insieme alla Troubridge fece diversi viaggi in Italia ed in particolare a Firenze, dove si stabilì nel 1937. Allo scoppio della Seconda guerra mondiale le due donne tornarono però in Inghilterra, dove la Radclyffe Hall si spense, a causa di un tumore, nel 1943.
Protagonista della vita culturale europea e della cultura lesbica, spesso ritratta in abiti maschili, l'autrice è conosciuta soprattutto per un romanzo che suscitò grande scandalo nell'Inghilterra ancora scossa dal processo ad Oscar Wilde, Il pozzo della solitudine (1928): l'opera fu processata e bandita nel Regno Unito fino a dopo la morte dell'autrice.

## Opere

### Romanzi
- The Forge, 1924
- La lampada spenta, (The Unlit Lamp), 1924
- Una vita del sabato, (A Saturday Life), 1925
- La stirpe di Adamo, (Adam's Breed), 1926
- Il pozzo della solitudine, (The Well of Loneliness), 1928
- Il padrone di casa, (The Master of the House), 1932
- Miss Ogilvy trova se stessa, (Miss Ogilvy Finds Herself), 1934
- La sesta beatitudine, (The Sixth Beatitude), William Heineman Ltd, Londra, 1936

### Poesie
- Dedicated to Sir Arthur Sullivan, Inghilterra, 1894
- Twixt Earth and Stars, John And Edward Bumpus, Londra, 1906
- A Sheaf of Verses: Poems, J. And E. Bumpus, Londra, 1908
- Poems of The Past & Present, Chapman & Hall, Londra, 1910
- Songs of Three Counties and Other Poems, Chapman & Hall, Londra, 1913
- The Forgotten Island, Chapman & Hall, Londra, 1915
- Rhymes and rhythms, Orsa Maggiore, Milano, 1948

### Miscellanea
- Your John: The Love Letters of Radclyffe Hall, 1997, raccolta di lettere scritte fra il 1934 e il 1942.